# Dirhinus caerulea
Dirhinus caerulea is een vliesvleugelig insect uit de familie bronswespen (Chalcididae). De wetenschappelijke naam is voor het eerst geldig gepubliceerd in 1884 door Cameron.